# Fédération de la Guyane du Parti socialiste
La Fédération de la Guyane du Parti socialiste est la fédération officielle du Parti Socialiste Français en Guyane.
C'est une organisation politique distincte du Parti socialiste guyanais (PSG), qui en est une scission créée par Justin Catayée en 1956.

## Présentation
Le parti, beaucoup plus petit que son concurrent le PSG (il revendique en 2021 entre cinquante et cent militants), se présente très rarement sous ses couleurs aux élections. 
Il est également plus centriste et nettement anti-autonomisme. 
Sa secrétaire fédérale est Marie-France Lafaille depuis 2018.

## Résultats

### Régionales 2010
La liste conduite par le secrétaire fédéral Léon Jean-Baptiste-Édouard termine à la dernière place des dix listes engagées. Elle obtient seulement 301 voix (1,00%).

### Législatives 2012
Lors des législatives de 2012 surtout à Cayenne et sa banlieue, s'est associé avec le parti À gauche en Guyane conduit par Chantal Berthelot. Cette dernière est élue et siège dans le groupe socialiste à l'Assemblée nationale.

### Municipales 2014
Alex Weimert membre du parti conduit une liste d'ouverture à Cayenne qui termine deuxième avec 2 364 voix (23,63%).
David Riché réélu à Roura, qui vient de l'AGEG, est le seul maire membre du parti. 

### Territoriales 2015
L'alliance avec À gauche en Guyane est interrompue en mai 2015. Le Parti soutient le sortant Rodolphe Alexandre, contre son ancienne membre Chantal Berthelot.

### Territoriales 2021
Il a soutenu lors des élections territoriales de 2021 la liste Guyane rassemblement-LREM conduite par le président sortant Rodolphe Alexandre.

### Législatives 2022
Le parti ne présente personne pour les deux sièges en jeu. 